# 周恩平
周恩平（Chou En-Ping，1985年10月12日—），是一名臺灣男子輕艇運動員，台灣原住民阿美族人。2018年亞洲運動會他擔任中華龍舟隊隊長。

## 個人生涯
2018年亞洲運動會他和隊員們在傳統龍舟項目，200公尺項目以51秒358奪銀，500公尺項目以2分11秒691擊退中國奪金，1000公尺項目以4分31秒185力壓印尼和南北韓聯軍再奪金牌。